# Ponyri
Ponyri – osiedle typu miejskiego w Rosji, w obwodzie kurskim. W 2010 roku liczyło 4791 mieszkańców.